# 竹下龍之介
竹下 龍之介（たけした りゅうのすけ、1984年6月4日 - ）は、日本の弁護士、元童話作家。宮崎県都城市出身。福岡県弁護士会所属。

## 経歴
2歳から文字を読み始め、3歳から日記を付け始め、5歳から物語を書き始める。5歳違いの妹を主人公とした「天才えりちゃん」シリーズは、1991年には第8回 福島正実記念SF童話賞を受賞し、1997年には『天才えりちゃん 金魚を食べた』が映画化される。同シリーズのモデルとなった彼の5歳年下の妹の近況については、公にされていない。天才えりちゃんの「天才」とは、髪の毛の具合で天気予報をする才能があることから。同シリーズに出てくるえりちゃんの本名は「竹下アン絵里奈でぶりでぶ カテリーナ」となっている。
青雲中学校・高等学校卒業後、慶應義塾大学法学部に入学し、同学部法律学科卒業、首都大学東京法科大学院を経て、司法試験合格。司法修習（67期）を経て、弁護士として福岡市の弁護士法人デイライト法律事務所に所属する。

## 著作
天才えりちゃんシリーズ 岩崎書店
1. 『天才えりちゃん 金魚を食べた』1991
2. 『天才えりちゃん 月に行く』1991
3. 『天才えりちゃんが消えた』1992
4. 『天才えりちゃんのアラビアン・ナイト』1993
5. 『天才えりちゃん きんぎょを食べた（アニメ絵本）』1997

その他
- 『ぼくのおよめさんベストテン―ぼくは小学生の童話作家』学習研究社 1995

## 演じた俳優
- 伊藤隆大 - 「天才えりちゃん 金魚を食べた」（1997年）